# Regering-István Tisza I

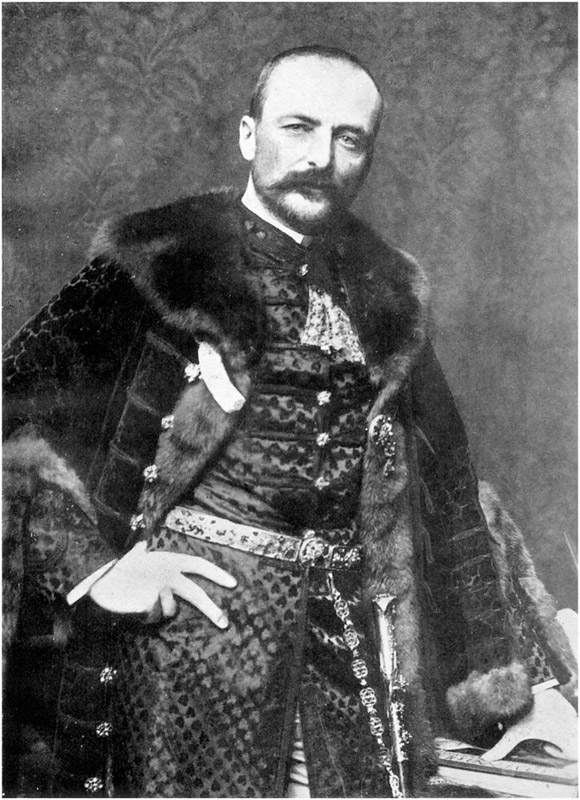
István Tisza

De regering-István Tisza I regeerde over Hongarije van november 1903 tot juni 1905, met István Tisza als premier. Deze regering stond bekend om haar vaak autoritaire bestuursstijl, wat resulteerde in een sterke polarisatie van de publieke opinie en uiteindelijk leidde tot de Hongaarse crisis. Deze crisis wordt beschouwd als een van de ernstigste politieke crises in het land in lange tijd.

## Geschiedenis
De regering-István Tisza I kwam aan de macht na de val van de regering-Khuen-Héderváry I, die deels werd veroorzaakt door obstructie van de oppositie en deels door een omkopingsschandaal. Tijdens Tisza's regering werden opstanden hardhandig onderdrukt, waarbij verschillende doden vielen.
In november 1904 vond de zogenoemde "Zakdoekstemming" plaats. Bij deze stemming over een motie om de huisregels aan te passen en zo een einde te maken aan parlementaire obstructie, riep de voorzitter van het Huis van Afgevaardigden Dezső Perczel, in alle stilte op tot directe stemming over de motie. Volgens verhalen zwaaide hij daarbij met een zakdoek als een verdoken signaal aan de regeringspartij om "ja" te stemmen. Vervolgens verklaarde de voorzitter dat het voorstel was aangenomen. Deze controversiële "Zakdoekstemming" veroorzaakte een groot schandaal en leidde tot het vertrek van Kálmán Széll en Gyula Andrássy  uit de Liberale Partij. Na de verkiezingen van 1905 en de daaropvolgende Hongaarse crisis werd de Liberale Partij uiteindelijk ontbonden.
De verkiezingen in januari-februari 1905 resulteerden in een aanzienlijk verlies voor de Liberale Partij, die Hongarije gedurende 30 jaar ononderbroken had geregeerd. Tisza erkende de nederlaag en bood zijn ontslag als premier aan aan de koning. Desondanks bleef hij nog bijna 5 maanden in functie op verzoek van de koning. Omdat de regering-Tisza niet langer beschikte over een parlementaire meerderheid, regeerde ze met beperkte slagkracht.

## Samenstelling
| Functie en bevoegdheden                                     | Naam                   | Termijn                        |  | Partij          |
| ----------------------------------------------------------- | ---------------------- | ------------------------------ |  | --------------- |
| Premier                                                     | István Tisza           | 3 november 1903 – 18 juni 1905 |  | Liberale Partij |
| Minister van Financiën                                      | László Lukács          | 3 november 1903 – 18 juni 1905 |  | Liberale Partij |
| Minister van Justitie                                       | Sándor Plósz           | 3 november 1903 – 18 juni 1905 |  | Liberale Partij |
| Minister van Defensie                                       | Sándor Nyíri           | 3 november 1903 – 18 juni 1905 |  | Liberale Partij |
| Minister naast de Koning                                    | István Tisza           | 3 november 1903 – 3 maart 1904 |  | Liberale Partij |
| Minister naast de Koning                                    | Károly Khuen-Héderváry | 3 maart 1904 – 18 juni 1905    |  | Liberale Partij |
| Minister van Godsdienst en Onderwijs                        | Albert Berzeviczy      | 3 november 1903 – 18 juni 1905 |  | Liberale Partij |
| Minister van Landbouw                                       | Béla Tallián           | 3 november 1903 – 18 juni 1905 |  | Liberale Partij |
| Minister van Handel                                         | Károly Hieronymi       | 3 november 1903 – 18 juni 1905 |  | Liberale Partij |
| Minister van Kroatisch-Slavoons-Dalmatische Aangelegenheden | Ervin Cseh             | 3 november 1903 – 18 juni 1905 |  | ?               |